# Coppa dei Campioni 1973-1974 (hockey su pista)
La Coppa dei Campioni 1973-1974 è stata la 9ª edizione della massima competizione europea di hockey su pista riservata alle squadre di club. Il torneo ha avuto inizio il 30 marzo e si è concluso il 29 giugno 1974.
Il titolo è stato conquistato dal Barcellona per la seconda volta nella sua storia.

## Squadre partecipanti
| Nazione        | Club             | Città            | Qualificazione                                             |
| -------------- | ---------------- | ---------------- | ---------------------------------------------------------- |
| Belgio         | Royal Sunday     | Bruxelles        | 1º nel campionato belga 1973, campione del Belgio          |
| Francia        | Gujan-Mestras    | Gujan-Mestras    | 1º nel campionato francese 1973, campione di Francia       |
| Germania Ovest | Walsum           | Duisburg         | 1º nel campionato tedesco 1973, campione di Germania Ovest |
| Inghilterra    | Southsea         | Portsmouth       | Detentore National Cup 1973                                |
| Italia         | Novara           | Novara           | 1º in Serie A 1973, campione d'Italia                      |
| Portogallo     | Lourenço Marques | Lourenço Marques | 1º in 1ª Divisão 1973, campione del Portogallo             |
| Spagna         | Barcellona       | Barcellona       | Campione d'Europa in carica                                |
| Spagna         | Reus Deportiu    | Reus             | 1º in División de Honor 1973, campione di Spagna           |
| Svizzera       | RS Zurigo        | Zurigo           | 1º in LNA 1973, campione di Svizzera                       |

## Risultati

### Primo turno
| Squadra 1        | Totale | Squadra 2     | Andata | Ritorno |
| ---------------- | ------ | ------------- | ------ | ------- |
| Lourenço Marques | 20 - 6 | RS Zurigo     | 13 - 3 | 7 - 3   |
| Novara           | 19 - 3 | Southsea      | 8 - 1  | 11 - 2  |
| Royal Sunday     | 6 - 21 | Reus Deportiu | 5 - 6  | 1 - 15  |
| Walsum           | 37 - 8 | Gujan-Mestras | 28 - 3 | 9 - 5   |

### Quarti di finale
| Squadra 1  | Totale | Squadra 2        | Andata | Ritorno         |
| ---------- | ------ | ---------------- | ------ | --------------- |
| Barcellona | 8 - 8  | Walsum           | 6 - 5  | 2 - 3 (1-1 dtr) |
| Novara     | 4 - 13 | Lourenço Marques | 4 - 13 | n.d.            |

### Semifinali
| Squadra 1     | Totale | Squadra 2        | Andata | Ritorno |
| ------------- | ------ | ---------------- | ------ | ------- |
| Reus Deportiu | 6 - 7  | Lourenço Marques | 5 - 4  | 1 - 3   |

### Finale
| Squadra 1  | Totale | Squadra 2        | Andata | Ritorno |
| ---------- | ------ | ---------------- | ------ | ------- |
| Barcellona | 12 - 7 | Lourenço Marques | 8 - 2  | 4 - 5   |